# Tara Reid
Tara Reid (ur. 8 listopada 1975 w Wyckoff, stan New Jersey) – amerykańska aktorka, znana z filmów takich jak American Pie, czyli dowCipna sprawa (1999) oraz Dr T. i kobiety (2000). Wcieliła się także w postać archeolog Aline Cedrac w adaptacji gry komputerowej Alone in the Dark (2004).
Zdobywczyni Złotej Maliny za rolę w komedii American Pie, czyli sprawa dowCipna, nominowana do antynagrody za udział w 7-10 Split.

## Życiorys
Rozpoczęła karierę w wieku sześciu lat od udziału w teleturnieju dla dzieci pt. Child's Play, produkowanym przez amerykańską stację telewizyjną CBS. Wkrótce później rodzice zapisali ją do New York's Professional Children’s School – dziecięcej szkoły aktorskiej, w której wraz z nią uczyli się m.in. Sarah Michelle Gellar i Macaulay Culkin. Dzięki szkolnym praktykom pojawiła się w telewizji, gdzie początkowo występowała w spotach reklamowych. Następnie trafiła do seriali: komediowego Byle do dzwonka: Nowa klasa (Saved the Bell: The New Class, 1994), a następnie do opery mydlanej, kręconej od roku 1965 – Dni naszego życia (Days of Our Lives, 1995).
Dla filmowej kariery Tary kluczowa okazała się rola Bunny, rozpieszczonej żony jednego z bohaterów filmu Big Lebowski (1998).

## Filmografia
- Powrót do miasteczka Salem (A Return to Salem's Lot, 1987) jako Amanda
- Big Lebowski (The Big Lebowski, 1998) jako Bunny Lebowski
- Dziewczyna (Girl, 1998) jako Cybil
- Dotyk anioła (Touched by an Angel, 1998)
- I Woke Up Early the Day I Died (1998) jako królowa balu maturalnego/Nightclub Bartender
- Ulice strachu, (Urban Legend, 1998) jako Sasha Thomas
- What We Did That Night (1999) jako dziewczyna
- Szkoła uwodzenia (Cruel Intentions, 1999) jako Marci Greenbaum
- Around the Fire (1999) jako Jennifer
- American Pie, czyli dowCipna sprawa (1999) jako Victoria „Vicky” Lathum
- Body Shots (1999) jako Sara Olswang
- Dr T. i kobiety (Dr. T & the Women, 2000) jako Connie Travis
- Hoży doktorzy (Scrubs, 2001) jako Danni Sullivan
- Goście w Ameryce (Just Visiting, 2001) jako Angelique
- Josie i Kociaki (Josie and the Pussycats, 2001) jako Melody Valentine
- American Pie 2 (2001) jako Victoria „Vicky” Lathum
- Wieczny student (National Lampoon's Van Wilder, 2002) jako Gwen Pearson
- Devil’s Pond (2003) jako Julianne Olsen
- Córka mojego szefa (My Boss's Daughter, 2003) jako Lisa Taylor
- Knots (2004) jako Emily
- Alone in the Dark: Wyspa cienia (Alone in the Dark, 2005) jako Aline Cedrac
- The Crow: Wicked Prayer(2005)
- Silent Partner (2005)
- Incubus (2005) jako Jay
- If I Had Known I Was a Genius (2007)
- 7-10 Split (2007)
- Dzień wagarowicza (Senior Skip Day, 2008)
- Clean Break (2008) jako Julia McKay
- Vipers (2008)
- Land of Canaan (2009)
- The Beautiful Outsiders (2009)
- American Pie Zjazd Absolwentów (2012) jako Victoria „Vicky” Lathum
- Ostatnie zamówienie (Last Call, 2012)
- Party Bus to Hell (2018) jako Darby